# Hemeroplanes triptolemus
|  | Dieser Artikel wurde aufgrund von formalen oder inhaltlichen Mängeln in der Qualitätssicherung Biologie im Abschnitt „Insekten“ zur Verbesserung eingetragen. Dies geschieht, um die Qualität der Biologie-Artikel auf ein akzeptables Niveau zu bringen. Bitte hilf mit, diesen Artikel zu verbessern! Artikel, die nicht signifikant verbessert werden, können gegebenenfalls gelöscht werden. Lies dazu auch die näheren Informationen in den Mindestanforderungen an Biologie-Artikel. Begründung: etwas ungeordnet, und eine Beschreibung des Schmetterlings fehlt auch.--Vincent Malloy (Diskussion) 16:56, 23. Okt. 2017 (CEST) |

Hemeroplanes triptolemus ist ein Schmetterling aus der Familie der Schwärmer. 

## Merkmale

### Falter
Mit einem Rüssel ernährt er sich mit Nektar. Beide Geschlechter leben mit 10 bis 30 Tagen relativ lange. Das Weibchen lockt das Männchen mit Pheromonen an und legt grüne durchsichtige Eier.

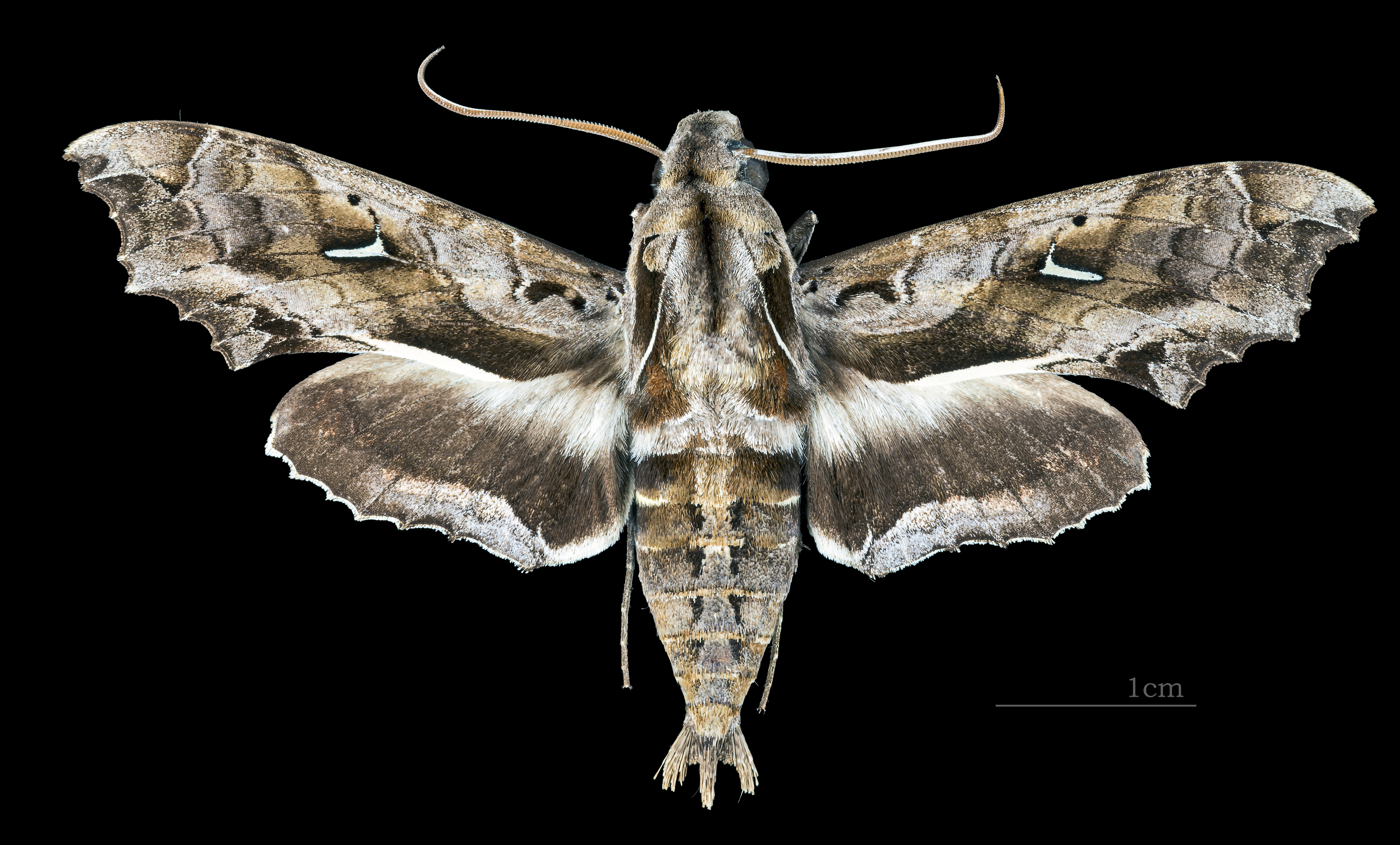
Hemeroplanes triptolemus, Oberseite
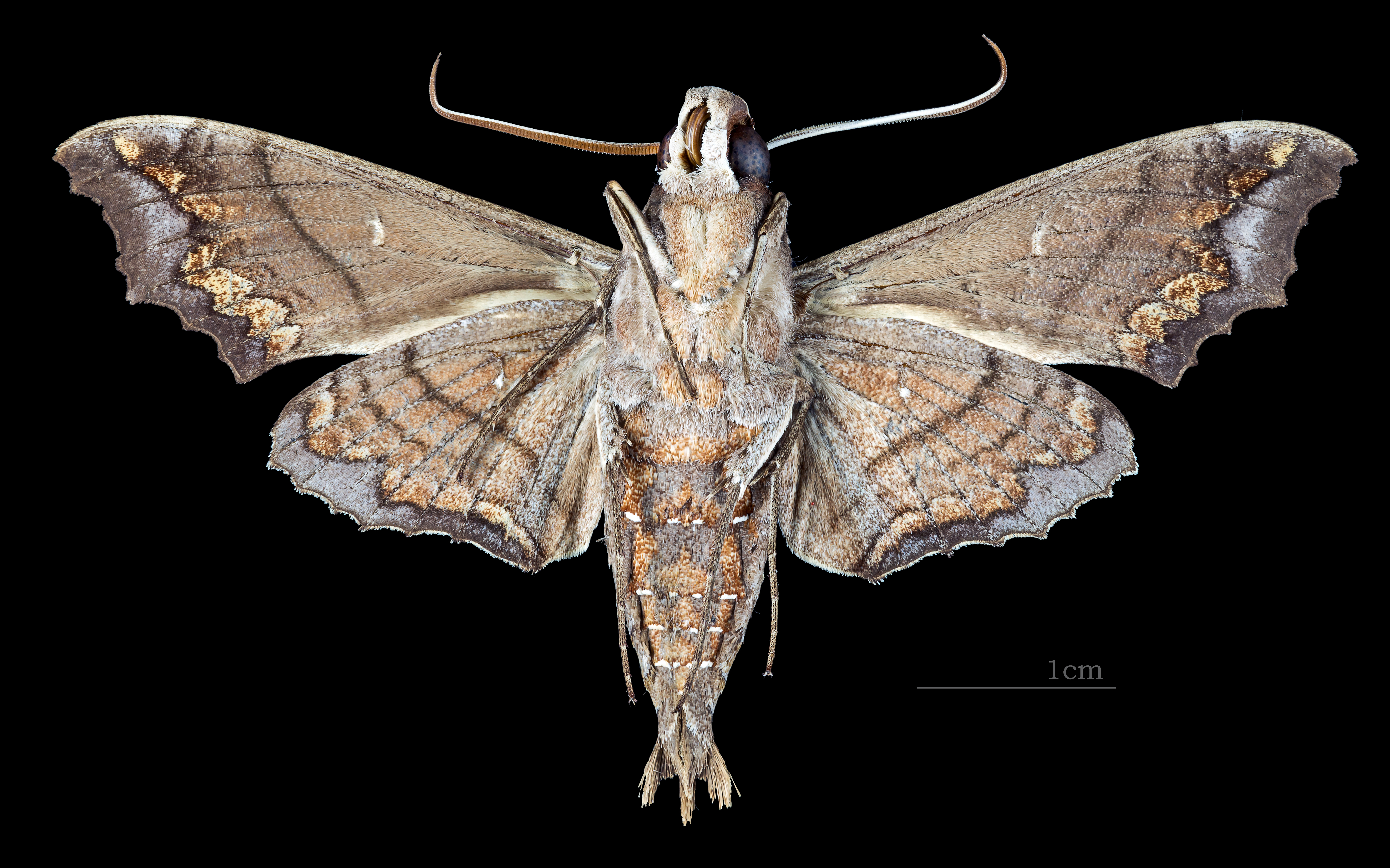
Hemeroplanes triptolemus, Unterseite

### Raupe
Die Raupe ernährt sich von Mesechites trifida, einer immergrünen verholzten Kletterpflanze. Die Raupe des Hemeroplanes triptolemus ist mattgrün (junge Raupe) und braun (ältere Raupe) und in der Lage, das untere Körpersegment zu vergrößern, so dass es wie der Kopf einer Schlange aussieht, inklusive Augenflecken und Reflexionen. 
Sie ahmt nur den Vorderteil einer Schlange nach, da ihre Körperlänge nicht für mehr ausreicht. Dies ist eine Form von Mimikry, um Fressfeinde zu verjagen. Die Puppe ist glänzend schwarz und das Stadium dauert drei Wochen.

## Verbreitung
Das Verbreitungsgebiet des Schwärmers ist Mexiko, Ecuador und der Osten von Brasilien.